# Derobroscus solitarius
Derobroscus solitarius är en skalbaggsart som beskrevs av Sharp 1903. Derobroscus solitarius ingår i släktet Derobroscus och familjen jordlöpare. Inga underarter finns listade i Catalogue of Life.